# Iglesia ortodoxa macedonia
La Iglesia ortodoxa macedonia — arzobispado de Ohrid (en macedonio: Македонска православна црква – Охридска архиепископија [Makedonska pravoslavna crkva - Ohridska arhiepiskopija]) o simplemente Iglesia ortodoxa macedonia es la institución nacional cristiana ortodoxa de Macedonia del Norte y de la diáspora macedonia.

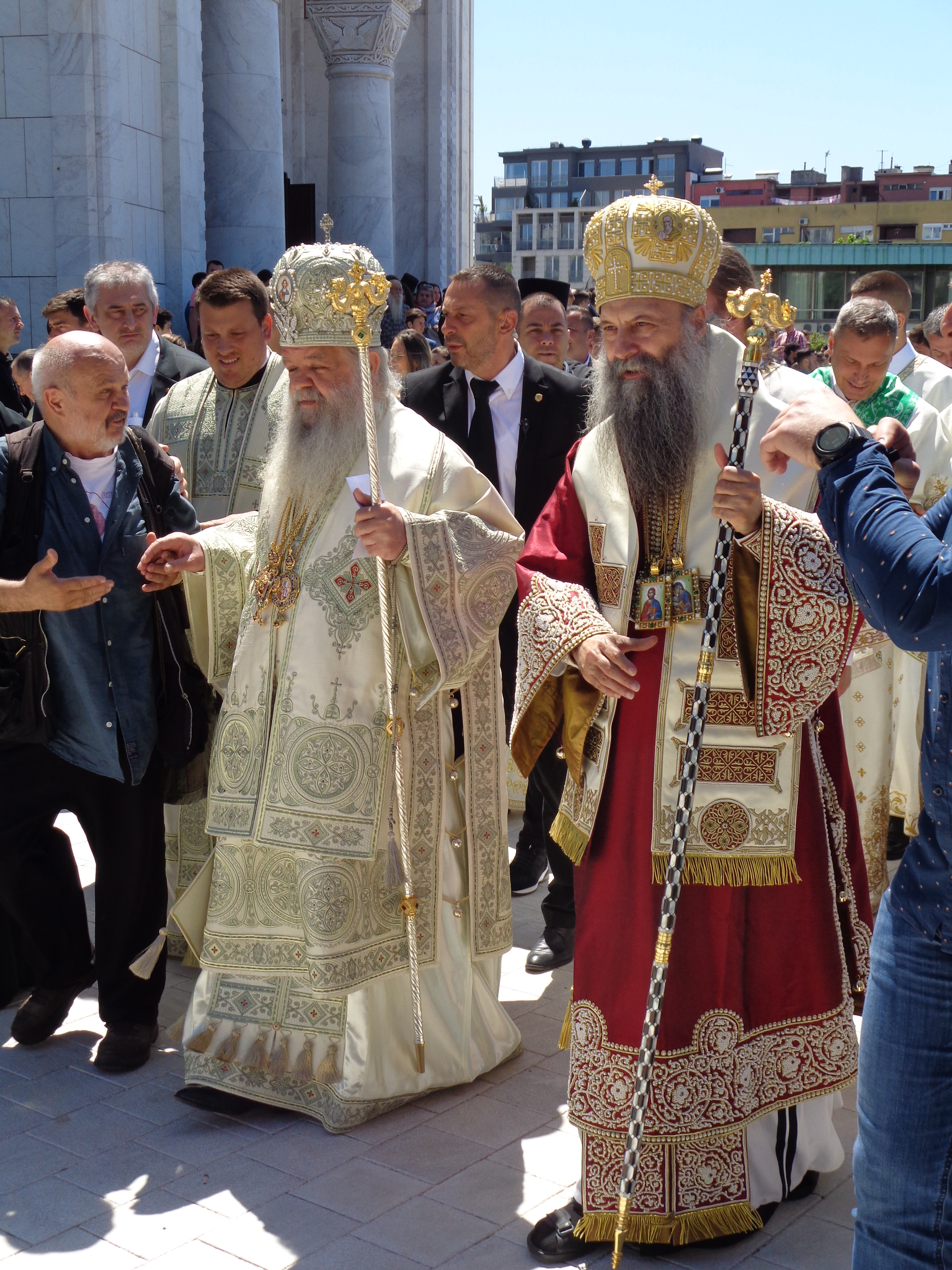
Belgrade, 19.5.2022.

En 1959, el Santo Sínodo de la Iglesia ortodoxa de Serbia dio autonomía a la Iglesia ortodoxa en la entonces República Socialista de Macedonia como la restauración del histórico Arzobispado de Ohrid, y se mantuvo en unidad canónica con la Iglesia serbia bajo su patriarca. En 1967, en el bicentenario de la abolición del Arzobispado de Ohrid, la Iglesia macedonia anunció unilateralmente su autocefalía y la independencia de la Iglesia ortodoxa de Serbia. El Santo Sínodo de Serbia denunció la decisión y condenó al clero como cismático. A partir de entonces, la Iglesia macedonia dejó de ser reconocida por el Patriarcado Ecuménico de Constantinopla, y todas las otras iglesias ortodoxas nacionales en defensa de la oposición serbia.
El 9 de mayo de 2022 el Santo Sínodo del Patriarcado de Constantinopla emitió un comunicado donde se reconocía toda la jerarquía de la  Iglesia Ortodoxa Macedonia bajo el nombre de Arzobispado de Ohrid como parte de la Iglesia Ortodoxa Serbia. En el comunicados e hizo énfais en el nombre de Ohrid, evitando el uso de la palabra macedonia; así mismo, no se reconoció su jurisdicción sobre la diáspora.
El 16 de mayo de 2022 la Iglesia Ortodoxa Serbia aceptaron la decisión de Constantinopla y recibieron al Arzobispado de Ohrid en comunión canónica, bajo el estatus anterior a 1967. A su vez reconocieron los derechos de esta Iglesia sobre la diáspora macedonia y acordaron resolver la disputa en torno al nombre de la iglesia en un diálogo de paz y fraternidad. De este modo se puso fin a un cisma de varias décadas.